# 리민 (배우)
리민(본명: 권혁민, 1972년 9월 26일 ~ )은 대한민국 배우이다.

## 출연작

### 드라마
- 1999년 MBC 《허준》 - 이방 역
- 2010년 KBS2 《락락락》 - 대마초손님 역
- 2010년 KBS2 《위대한 계춘빈》 - 양씨 역
- 2010년 SBS 《괜찮아, 아빠딸》 - 우섭 역
- 2011년 MBC 《짝패》 - 구류간 마왕 역
- 2011년 KBS2 《동안미녀》 - 원단회사 사장 역
- 2011년 SBS 《당신이 잠든 사이》 - 의료사고 가족 역
- 2011년~2012년 KBS2 《오작교 형제들》 - 사채업자 역
- 2012년 KBS2 《드림하이2》 - 영화감독 역
- 2012년 tvN 《응답하라 1997》 - 학생주임 역
- 2013년 MBC 《백년의 유산》 - 이삿짐센터 직원 역
- 2013년 SBS 《너라서 좋아》 - 노숙자 역
- 2013년 SBS 《대풍수》 - 쥐상남 역
- 2013년 KBS2 《내딸 서영이》 - 방송국PD 역
- 2014년 KBS2 《감격시대: 투신의 탄생》 - 주덕생 부주석 역
- 2014년 KBS2 《참 좋은 시절》 - CF 감독 역
- 2014년 MBC 《앙큼한 돌싱녀》- CF 감독 역
- 2014년 KBS2 《중학생 A양》
- 2014년 MBC 《개과천선》 - 노조위원 역
- 2014년 JTBC 《유나의 거리》 - 노숙자 역
- 2014년 SBS 《끝없는 사랑》 - 안기부 요원 역
- 2014년 KBS2 《트로트의 연인》 - 술집 손님 역
- 2014년 KBS2 《조선 총잡이》 - 백성 역
- 2014년 tvN 《삼총사》
- 2014년 tvN 《아홉수 소년》 - 시청 직원 역
- 2014년 KBS2 《아이언맨》 - 조폭 역
- 2014년 MBC 《마마》
- 2014년~2015년 KBS2 《가족끼리 왜 이래》 - 동네주민 역
- 2014년 OCN 《리셋》
- 2014년 KBS2 《간서치열전》
- 2014년 MBC 《전설의 마녀》 - 형사 역
- 2014년 MBC 《장미빛 연인들》 - 영화 제작사 대표 역
- 2014년~2015년 SBS 《미녀의 탄생》 - 방송PD 역
- 2014년~2015년 SBS 《피노키오》 - 음주단속에 걸려 도주하는 남자 역
- 2014년 KBS2 《KBS 드라마 스페셜 - 운동화를 신은 신부》 - 택시기사 역
- 2014년 MBC 《발레리노》
- 2015년 tvN 《하트 투 하트》 - 보출반장 역
- 2015년 KBS2 《바람은 소망하는 곳으로 분다》
- 2015년 MBC 《화정》 - 백성 역
- 2015년 MBC 《밤을 걷는 선비》 - 책쾌 역
- 2015년 JTBC 《디 데이》 - 노숙자 강씨 역
- 2015년 SBS 《육룡이 나르샤》
- 2015년 MBC 《위대한 조강지처》
- 2016년 tvN 《시그널》
- 2016년 KBS2 《베이비시터》 - 임태영 역
- 2016년 KBS2 《천상의 약속》 - 영화감독 역
- 2016년 SBS 《원티드》 - 김홍준 영화감독 역
- 2016년 MBC 《W》 - 박 팀장 역
- 2016년 MBC 《옥중화》
- 2016년 KBS2 《구르미 그린 달빛》
- 2016년 tvN 《싸우자 귀신아》
- 2016년 MBC 《불어라 미풍아》
- 2016년 tvN 《신데렐라와 네 명의 기사》
- 2016년 SBS 《푸른 바다의 전설》
- 2016년 SBS 《낭만닥터 김사부》 - 트럭 운전사 역
- 2017년 MBC 《우주의 별이》 - (사진 출연)
- 2017년 SBS 《사임당, 빛의 일기》
- 2017년 MBC 《파수꾼》
- 2017년 tvN 《하백의 신부 2017》
- 2017년 SBS 《조작》
- 2017년 KBS2 《맨홀 - 이상한 나라의 필》
- 2017년 iHQ DRAMA & UMAX 《싱글와이프》 - 공방 손님 역
- 2017년 MBC 《로봇이 아니야》 - 사장 역
- 2017년 SBS 《이판사판》 - 서기호 역
- 2018년 tvN 《화유기》 - 박 씨 역
- 2018년 JTBC 《으라차차 와이키키》 - 영화감독 역
- 2018년 JTBC 《미스 함무라비》 - 윤리교육과 교수 역
- 2018년 SBS 《서른이지만 열일곱입니다》 - 학생주임  역
- 2018년 tvN 《드라마 스테이지 - 밀어서 감옥 해제》
- 2019년 JTBC 《리갈 하이》
- 2019년 TV CHOSUN 《바벨》 - 국과수 검시관 역
- 2019년 JTBC 《열여덟의 순간》
- 2020년 JTBC 《이태원 클라쓰》 - 단밤 알바 면접 보러온 남자 역 (특별출연)
- 2020년 JTBC 《편의점 샛별이》 - 성 추행범 역 (특별출연)
- 2020년 KBS2 《암행어사: 조선비밀수사단》 - 의원 역
- 2021년 SBS 《홍천기》 - 장욱진(장주부) 역
- 2021년 SBS 《원더우먼》
- 2022년 tvN 《스물다섯 스물하나》- 짜장면 가게 사장
- 2022년 MBC 《일당백집사》
- 2024년 SBS 《열혈사제 2》

### 영화
- 1999년 《북경반점》 - 신참 역
- 2001년 《속눈썹》
- 2001년 《나비를 찍다》 - 양아치 역
- 2002년 《예스터데이》 - 리민 형사 역
- 2002년 《YMCA 야구단》 - 성남구락부 1투수 역
- 2002년 《밀애》 - 목소리 역
- 2003년 《청풍명월》 - 부하 무관 1 역
- 2003년 《데우스 마키나》
- 2003년 《거울 속으로》 - 유족 대표 역
- 2004년 《슈퍼스타 감사용》 - OB 신경식 역
- 2004년 《죽어라지마》 - 경준 역
- 2005년 《웰컴 투 동막골》 - 용봉 역
- 2006년 《시간》 - 부랑자 역
- 2007년 《지금 사랑하는 사람과 살고 있습니까?》 - 경찰 2 역
- 2007년 《비몽》 - 구급대원 1 역
- 2008년 《서울이 보이나?》 - 이장 역
- 2009년 《김씨 표류기》 - 오토바이남 역
- 2009년 《애자》 - 양계장 주인 역
- 2010년 《지지않다》 - 상준 역 (단편)
- 2012년 《하늘을 본다》
- 2013년 《은밀하게 위대하게》 - 부장 역
- 2013년 《관상》 - 감국 의원 역
- 2013년 《숨바꼭질》 - 아파트 관리소장 역
- 2014년 《녀녀녀》 - 매니저 역
- 2014년 《좋은 친구들》 - 최형사 역
- 2014년 《군도: 민란의 시대》 - 조공 관리2 역
- 2014년 《고등어》 -  배달부 역
- 2016년 《섬. 사라진 사람들》 - 리씨 역
- 2017년 《조작된 도시》 - 음흉남 역
- 2017년 《재심》 - 주물공장 사장 역
- 2018년 《허스토리》 - 택시운전사 1 / 돌멩이 욕설남 역
- 2018년 《마약왕》 - 마도로스 박 역
- 2019년 《그대 이름은 장미》 - 공장반장 역
- 2020년 《미스터 주: 사라진 VIP》 - 길목 마부 역
- 2021년 《보이스》 - 장씨 역
- 2021년 《여타짜》 - 허 대령 역
- 2022년 《인민을 위해 복무하라》 - 상인 역
- 2022년 《파로호》- 모텔 손님 1 역
- 2023년 《1947 보스톤》 - 냉면집 주인 역
- 2024년 《전,란》 -청주목사 역

### 연극
- 2003년 《둥둥낙랑둥》 - 대무신왕
- 2003년 《곰》 - 스미르노프
- 2006년 《올드보이》 - 거시기 외 5역
- 2007년 《내래 조선에서 왔습네다》 - 쟈니킴
- 2008년 《적빈》 - 돼지
- 2008년 《즐거운 여행되세요》 - 지배인
- 2008년 《버스가 온다》 - 용수
- 2009년 《누가 왕의 학사를 죽였나》 - 가리온, 최만리
- 2010년 《로미오와 줄리엣은 살해당했다》 - 로렌스 신부
- 2011년 《색공간》 - 광대
- 2011년 《아름다운 답》 - 김두관
- 2011년 《바보빅터》 - 빅터 아버지
- 2012년 《인질극 X》 - 강준석 박사
- 2012년 《뿌리깊은 나무》 - 가리온
- 2012년 《다이빙보드 위의 고래》 - 홍삼
- 2013년 《병신 3단로봇》 - 노박사
- 2015년 《돌아온다》 - 노교수

### 광고
- 2014년 한국야쿠르트 쿠퍼스
- 2015년 호텔스닷컴 / 이사만루풀카운트
- 2015년 야쿠르트 윌
- 2016년 라이나 생명 무배당 플러스 암보험 (with 임호)
- 2017년 파주 휴리치더홈
- 2018년 우버이츠